# Katya (zoologia)
Katya Prószynski & Deeleman-Reinhold, 2010 è un genere di ragni appartenente alla famiglia Salticidae.

## Etimologia
Il genere è così chiamato in onore di Ekatarina Andreeva (diminutivo Katya), aracnologa pioniera nello studio dei ragni dell'Asia centrale e moglie di Prószynski, primo descrittore del genere.

## Distribuzione
Le tre specie oggi note di questo genere sono state rinvenute in Indonesia: due sull'isola di Giava e una sull'isola di Flores.

## Tassonomia
A giugno 2011, si compone di tre specie:
- Katya florescens Prószynski & Deeleman-Reinhold, 2010[3] — isola di Flores (Indonesia)
- Katya ijensis Prószynski & Deeleman-Reinhold, 2010 — Giava
- Katya inornata Prószynski & Deeleman-Reinhold, 2010 — Giava